# Affaire Norbourg
L'affaire Norbourg est une fraude financière survenue au Québec au milieu des années 2000. Elle implique l'entreprise de gestion de fonds de placement Norbourg ainsi que son président-directeur général, Vincent Lacroix.

## Faits
Les différents faits et spéculations relatifs à cette affaire font régulièrement manchette au Québec depuis 2005.
Le fondateur de cette entreprise, Vincent Lacroix, est accusé d'avoir orchestré un détournement pour environ 130 millions CA$, fraudant 9 200 investisseurs. L'Autorité des marchés financiers a donné le signal d'alarme sur les comportements douteux de Vincent Lacroix et a dévoilé les dessous de ce scandale financier qui est, en 2006, le plus gros à être survenu au Québec. Les investisseurs n'ont jamais récupéré la totalité de leurs investissements, malgré une entente à l'amiable en janvier 2011.
Vincent Lacroix est originaire de Magog au Québec et est père de deux enfants. Il obtient une maîtrise en finance de l'Université de Sherbrooke. De 1991 à 1995, il travaille à la Caisse de dépôt et placement du Québec comme analyste en répartition des actifs. Il devient vice-président de Maxima Capital en 1995. En 1997, il rejoint la firme Kogeva. En 1998, il fonde Norbourg. dont le siège social s'est trouvé à Montréal.

## Procès
Le principal protagoniste du scandale, Vincent Lacroix, a été poursuivi en vertu de la Loi sur les valeurs mobilières et en vertu du Code criminel du Canada.

### Poursuite pénale
Vincent Lacroix fait face à 51 chefs d'accusation de nature pénale, déposés, donc, en vertu de la Loi sur les valeurs mobilières. Ces chefs portent notamment sur la manipulation de fonds communs et la falsification de documents. Son procès a débuté en mai 2007. Le 11 décembre 2007, Vincent Lacroix a finalement été reconnu coupable des 51 chefs d'accusation déposés contre lui.
La Gendarmerie royale du Canada enquête elle aussi depuis 2005.
Vers la fin 2006, Vincent Lacroix a demandé l'aide juridique, affirmant qu'il n'avait plus les moyens de se payer un avocat. Il a essuyé trois refus consécutifs. En février 2007, il a demandé à la Cour du Québec d'obliger l'État à lui payer un avocat.
Le 28 janvier 2008, le juge Claude Leblond, de la Cour du Québec, condamne Vincent Lacroix à douze ans moins un jour de prison ainsi qu'à payer une amende de 250 000 CA$[réf. nécessaire]. Le 11 mars 2008, un juge de la Cour supérieure « refuse l'appel de Vincent Lacroix concernant son verdict de culpabilité ».
Le 9 juillet 2009, Vincent Lacroix obtient une libération conditionnelle en attendant son procès au criminel. Il est libéré le 21 juillet 2009, en soirée, du Centre de détention de Rivière-des-Prairies, pour se rendre dans une maison de transition.

### Poursuite criminelle
Le 21 septembre 2009, Vincent Lacroix plaide coupable face aux accusations criminelles portées contre lui. Il risque quatorze ans de prison. Le 9 octobre 2009, après son procès, il est condamné à treize ans de prison, années qui s'ajoutent aux cinq ans auxquels il fut condamné auparavant dans un procès pénal.

### Libération
En janvier 2011, Vincent Lacroix obtient sa libération conditionnelle, mais se doit de rester dans une maison de transition pour une durée de trois ans.
Ses actifs sont évalués à 14 millions de dollars, mis à l'abri dans des paradis fiscaux. Il ne pourra pas y accéder, puisqu'il s'est fait refuser la libération de sa faillite, en plus d'une suspension de toute libération possible pour les dix prochaines années en février 2012.

### Cinéma
Vincent Lacroix a inspiré le personnage de Vincent Lemieux dans le film Papa à la chasse aux lagopèdes de Robert Morin. Par ailleurs, les événements qui ont mené à la poursuite contre lui sont relatés dans le film Norbourg de Maxime Giroux, mettant en vedette Vincent-Guillaume Otis, François Arnaud et Christine Beaulieu.

### Textes intégraux des jugements

#### Procès pénal
- Cour supérieure, « Lacroix c. Autorités des marchés financiers, 2008 QCCS 2998 », 8 juillet 2008 (consulté le 11 octobre 2009).
- Cour d'appel du Québec, « Autorité des marchés financiers c. Lacroix, 2009 QCCA 1559 », 10 septembre 2009 (consulté le 11 octobre 2009).

#### Procès criminel
- Cour supérieure (Chambre criminelle et pénale), « R. c. Lacroix, 2009 QCCS 4004 », 9 septembre 2009 (consulté le 11 octobre 2009).